# Perruno
Perruno es una variedad española de vid (Vitis vinifera) blanca. Se trata de una planta de brotación precoz, resistente a las enfermedades y a las plagas, aunque sensible a las enfermedades criptogámicas. Según la Orden APA/1819/2007, por la que se actualiza el anexo V, clasificación de las variedades de vid, del Real Decreto 1472/2000, de 4 de agosto, que regula el potencial de producción vitícola, la perruno es variedad autorizada para las Comunidades autónomas de Andalucía (donde tiene especial arraigo en la Sierra) y Extremadura. 